# Monte Cerasola
Monte Cerasola è un rilievo dell'Appennino umbro-marchigiano, nel Lazio, nella provincia di Rieti, nell'area meridionale del comune di Accumoli.